# Hillsboro (Missouri)
Hillsboro település az Amerikai Egyesült Államok Missouri államában, Jefferson megyében, melynek megyeszékhelye is. Lakosainak száma 3473 fő (2020. április 1.).

## Népesség
A település népességének változása:

| 2010 | 2 821 |
| 2020 | 3 473 |